# 游戏音效
游戏音效是在电脑游戏中要频繁播放，且播放时间较短，但是要能及时无延迟播放的声音。比如，物体之间相碰撞的声音与摩擦的声音等等。在赛车游戏中，音效表现得尤为突出。

## 作用
川音成都美术学院数码媒体艺术系系主任黄明元认为，游戏音效可以提升游戏的互动性，在第一人称射击游戏反恐精英中，玩家可以根据游戏音效的大小判断声源与自己的距离。音效还起到协助攻关的作用，如赛车游戏跑跑卡丁车中，玩家可以配合音效克服游戏中所设置的障碍，若音效被关闭，则玩家不能及时对障碍做出反应。而有的游戏没有音效则完全玩不下去，如音乐游戏太鼓达人，游戏的进程需要玩家把握音乐的节奏以及速度。

## 地位
游戏音效是游戏声音艺术的一个重要组成部分。
作为除画面外的另一个重要因素，使玩家融入游戏，
创造真实的生活体验。
它是游戏内涵的最佳补充，也是游戏文化强大的推动力。